# Gehetzte Menschen (1932)
Gehetzte Menschen ist ein deutsches Spielfilmdrama aus dem Jahre 1932 von Friedrich Feher mit Eugen Klöpfer in der Hauptrolle. Weitere Hauptrollen spielen Fehers Ehefrau Magda Sonja und beider Sohn Hans Feher. Der Geschichte liegt der Roman Der schwarze Mann von Alfred Machard zugrunde.

## Handlung
In der südfranzösischen Kleinstadt Lonville nahe Marseille lebt der verwitwete Tischlermeister Vincenz Olivier mit seinem achtjährigen Sohn Boubou das Leben eines allseits geachteten, einfachen aber gutherzigen Mitbürgers. Sein größter Schatz seit dem Tode seiner Frau ist sein achtjähriger Sohn Boubou. Nun gedenkt der korpulente Handwerker endlich wieder zu heiraten und zwar die Tochter des Bürgermeisters. Aber inmitten seiner Hochzeitsfeier erscheint plötzlich ein Polizeigendarm und fordert den Alten auf, mitzukommen und seine Papiere mitzunehmen: Man wirft ihm vor, ein entflohener Bagnosträfling namens Léon Bernier zu sein, der einst, vor 20 Jahren, die Schwester seiner damaligen Geliebten umgebracht haben soll. Zehn der 20 Jahre hatte Bernier/Olivier bereits abgesessen, dann entfloh er aus dem Kerker. Aufgespürt wurde der Tischler aufgrund desjenigen Photos mit seiner Zukünftigen, das in der Zeitung abgedruckt wurde. Heute wie damals leugnet Vincenz mit Nachdruck, die einstige Bluttat begangen zu haben.
Da in zwei Tagen die Verjährungsfrist abläuft, sieht Vincenz keine andere Chance, seinem Sohn als Vater erhalten zu bleiben, als mit dem kleinen Boubou zu fliehen. Um die Flucht zu bewerkstelligen, schlüpfen beide in einen von ihm gefertigten und von Oliviers Gesellen abzuliefernden Sarg. Derweil hat die Polizei den Ausbrecher und mutmaßlichen Mörder zur Fahndung ausgeschrieben, Berniers Steckbrief Z 48 prangt an allen Wänden. Um nicht aufzufallen, entfernt Olivier seinen mächtigen Bart und steckt als liebevoller Vater seinen Sohn, nachdem man nun auch ihn sucht, in die Kleider eines kleinen Mädchens. Aus Vater und Sohn werden nun die titelgebenden gehetzten Menschen, nach denen alle Welt sucht. Verzweifelt hofft Olivier, endlich seine Unschuld beweisen zu können. Vater und Sohn irren durch die Gegend und versuchen erschöpft Marseille zu erreichen, wo sie sich ein besseres Versteck erhoffen. Um Boubou nicht allzu sehr zu verängstigen, tischt Vincenz seinem kleinen Sohn auf, dass man diese Flucht nur deshalb veranstalte, weil der „schwarze Mann“ (so auch der Romantitel) sie verfolge.
Auf ihrem Fluchtweg stoßen Vater und Sohn auf ein Tingeltangelunternehmen, in dem Kuriositäten wie die „Dame ohne Unterleib“ oder auch die „Frau mit dem Vollbart“ zur Schau gestellt werden. Olivier mischt sich unter das Volk, um weiterhin unerkannt zu bleiben. Einmal stellt er sich in einem Wachsfigurenkabinett sogar unter die Reihe ausgestellter Wachs-Verbrecher. Dennoch wird er ausgerechnet in diesem Wanderunternehmen erkannt: Die „Dame ohne Unterleib“ ist nämlich niemand anderes als seine frühere Geliebte und zugleich die Schwester der einst ermordeten jungen Frau. Die Frau weiß natürlich, bei wem es sich um den Mann mit dem kleinen Kind an seiner Seite handelt. Als sie Bernier/Olivier sieht, erschrickt sie sich heftig. Doch die Gründe sind gänzlich andere, und die zeigen sich erst, als man Bernier nun doch entdeckt, verhaftet und auf die Polizeiwache bringt. Als die „Dame ohne Unterleib“ mit dem unter der Verhaftung schwer leidenden, weinenden und verängstigten Boubou zurückbleibt, meldet sich ihr Gewissen, und die Frau begibt sich auf die Polizeistation. Hier gesteht sie, dass sie damals ihre eigene Schwester aus Eifersucht niedergeschossen habe.

## Produktionsnotizen
Gehetzte Menschen, auch bekannt unter dem Titel Steckbrief Z 48, entstand im Hoch- und Spätsommer 1932 in den D.L.S.-Ateliers in Staaken. Die Außenaufnahmen entstanden in Marseille. Der Film wurde am 6. Dezember 1932 im Berliner Atrium-Kino uraufgeführt. In Österreich lief der Film unter dem Titel Jagd auf Menschen
Die Filmbauten schufen Robert Neppach und Erwin Scharf. Eugen Hrich sorgte für den Ton.
Die tschechoslowakische Fassung dieser Produktion hieß Stvani lide und besaß, abgesehen von der Familie Feher, komplett andere Darsteller. Dieser Film lief in Prag am 17. Februar 1933 an.

## Musik
Zwei Musiktitel wurden gespielt:
Chanson der Dame ohne Unterleib! und Ja, Euch wundert’s (italienisches Volkslied mit einem Text von Joachim Ringelnatz).
Tenor Joseph Schmidt ist in der vorliegenden deutschen Version lediglich als Sänger zu hören.

## Kritiken
In der Fachzeitschrift Der Film war zu lesen: „Der Anfang war grandios aufgeteilt und vorbildlich gestaltet, die Figuren des Spiels strotzten vor Kraft und Leben, das Spiel kam mit vorwärtsstürmender Wucht in Gang, und das Schicksal des früheren Raubmörders, der zwei Tage vor der Verjährung seiner Tat der Polizei in die Hände zu fallen droht, war virtuos aufgerollt. Das seltene Wunder einer besessenen Filmarbeit zwang Parkett und Rang in seinen Bann, mit einer Kühnheit ohnegleichen wurden die Szenen zu stärksten Effekten hochgetrieben, und was an geradezu fanatischer Regie und knappster dramaturgischer Formulierung als Beispiel für außenseitige Aspiranten dienen könnte, ist hier vorhanden gewesen. So die geschickte Verwendung akustischer Steigerungsmomente, [...] so die raffinierte Spielführung des Regisseurs [...], die charakteristische, allein durch die Kameraeinstellung bewirkte Einführung der Darsteller und die kluge, immer bewegte Skizzierung des Milieus.“
Die Österreichische Film-Zeitung schrieb: „In dem von Friedrich Fehér inszenierten Film gibt in der Gestalt Berniers Eugen Klöpfer eine Charakterdarstellung von außerordentlicher Eindringlichkeit, lieb und mit erstaunlicher Sicherheit spielt der kleine Hansi Fehér die Rolle Boubous“.